# Rob Wittman
Robert J. "Rob" Wittman, född 3 februari 1959 i Washington, D.C., är en amerikansk republikansk politiker. Han representerar delstaten Virginias första distrikt i USA:s representanthus sedan 13 december 2007.
Wittman avlade 1981 sin grundexamen vid Virginia Tech, 1990 sin master vid University of North Carolina at Chapel Hill och 2002 sin doktorsexamen vid Virginia Commonwealth University. Han var borgmästare i Montross 1992-1996.
Kongressledamoten Jo Ann Davis avled 2007 i ämbetet. Wittman vann fyllnadsvalet och efterträdde Davis i representanthuset. Han omvaldes i kongressvalet i USA 2008.